# 国坂伸
国坂 伸（くにさか しん、1932年11月7日 - 1982年）は日本の男性声優、俳優。熊本県出身。

## 略歴
熊本高校卒業。劇団俳優座養成所7期生を経て、1962年に劇団三期会に入団。『群盗』の盗賊役が初舞台。1962年時点では笹の会にも所属していた。
1982年に死去するまで同人舎プロダクションに所属していた。

## 人物
特技は熊本弁。趣味は短歌、ミュージック。

## 後任
国坂の死後、持ち役を引き継いだ人物は以下の通り。
| 後任     | 役名       | 概要作品         | 後任の初担当作品                                |
| -------- | ---------- | ---------------- | ----------------------------------------------- |
| 小野健一 | コーソ巡査 | 『刑事コロンボ』 | 『刑事コロンボ 祝砲の挽歌』ソフト版追加収録部分 |
| 石井隆夫 | ローガン   | 『西部悪人伝』   | ソフト版追加収録部分                            |

## 出演作品

### テレビアニメ
1963年
- 鉄腕アトム（ケチャップ大尉）

1965年
- W3（アナウンサー）

1968年
- 巨人の星（1968年 - 1969年）

1971年
- アニメンタリー 決断
- 珍豪ムチャ兵衛

1972年
- 樫の木モック（船長）
- 科学忍者隊ガッチャマン（大統領、ギャラクター隊長、オガワラー博士、ギャラクター司令）

1973年
- 侍ジャイアンツ

1975年
- フランダースの犬（薬屋、店主）

1976年
- ゴワッパー5 ゴーダム（サグアロ王）
- ほかほか家族

1977年
- 新・巨人の星
- 家なき子（町人、ミレーヌの父、サンカンタンの伯父）
- ヤッターマン（第1作）（博士）

1978年
- 科学忍者隊ガッチャマンII（老人）
- ルパン三世 (TV第2シリーズ)

1979年
- アニメーション紀行 マルコ・ポーロの冒険（隊長）
- サイボーグ009 (1979年版)（ハリス）

1980年
- ニルスのふしぎな旅（ダンフィンのパパ）
- ムーの白鯨
- 燃えろアーサー 白馬の王子（ジャン、サクソン王、神父）

1981年
- 愛の学校クオレ物語（スタルディの父）
- ヘレン・ケラー物語 愛と光の天使（医者）

### テレビドラマ
- 善人物語 第7話「水の畔の女」（1959年）
- NECサンデー劇場
  - 「おさゐと権三」（1961年）
  - 「ひとりっ娘」（1961年） - 会社の同僚

### 吹き替え

#### 映画
- 足ながおじさん
- アメリカン・グラフィティ ※フジテレビ版
- イージー・ライダー
- 宇宙戦争
- オーシャンと十一人の仲間（ピーター・ライマー〈ノーマン・フェル〉） ※フジテレビ版
- カーツーム ※NETテレビ版
- 怪奇!血のしたたる家（蝋人形館主〈ウルフ・モリス〉）
- 合衆国最後の日（ピーター・クレーン空軍少佐）
- 華麗なる賭け（ジョン）
- 候補者ビル・マッケイ
- 殺し屋ハリー/華麗なる挑戦（ジョー）
- サウンド・オブ・ミュージック（男爵）※フジテレビ版（公開50周年記念BD収録）
- サスペリアPART2（バルディ〈ピエロ・マッジンギ〉）
- 007シリーズ
  - 007 ゴールドフィンガー（シモンズ）
  - 007 ダイヤモンドは永遠に（サクスビー）
- シェナンドー河
- 史上最大の作戦（ジョー・ウィリアムズ軍曹）
- シャーロック・ホームズの素敵な挑戦
- ショーン・コネリー/盗聴作戦（ビンガム、先生、判事、尾行者）
- 新・荒野の用心棒（頭取）
- 頭上の敵機 ※NET版
- 人類SOS!
- 西部悪人伝（ローガン）
- セルピコ ※テレビ朝日版（思い出の復刻版ブルーレイに収録）
- 底抜け大学教授
- 底抜けもててもてて
- ゾンビ
- 大空港　※日本テレビ旧版
- 八点鐘が鳴るとき（カークサイド）※日本テレビ版
- 北京の55日
- 慕情（リチャード・ルー）
- マッカーサー
- 真夜中のカーボーイ
- Mr.Boo!ミスター・ブー
- メテオ（デュボフ〈ブライアン・キース〉、マンハイム、ヤマシロ）
- 野生のエルザ（ワトソン〈ジェフリー・ベスト〉）※NETテレビ版
- 野性の叫び（ブレイク〈フランク・コンロイ〉）
- 野生のポリー（ジョージ〈ジョージ・アダムソン〉）
- 暴力脱獄
- 夜の訪問者
- ラストコンサート
- ラ・スクムーン ※日本テレビ版
- 旅情 ※テレビ朝日版

#### ドラマ
- アウター・リミッツ
- 刑事コロンボシリーズ
  - 溶ける糸（トム医師）
  - 二つの顔（銀行員）
  - 愛情の計算（ミルト検視官）
  - 白鳥の歌（刑事）
  - 祝砲の挽歌（コーソ巡査）
- スパイ大作戦
  - 皆殺し波止場（バーテン、ビック）
  - トリック脱獄計画（警備隊員、囚人）
  - 死を呼ぶカード（ベルキン、ホーキンス）
  - 対決! ハスラーの決戦（ウィラード）
- 地上最強の美女バイオニック・ジェミー（アーノルド警部）
- プリズナーNo.6 悪夢のような（陪審）
- プロテクター電光石火 白い粉の恐怖（サヴェージ医師）

#### アニメ
- ウォーターシップダウンのうさぎたち（カウスリップ）

#### 人形劇
- 決死圏SOS宇宙船（ロンドン代表、発射前の無線、第二医師、ドッペルゲンガー号の技師）
- サンダーバード
  - ロケット“太陽号”の危機（ハリス大佐）
  - ピラミッドの怪（リンゼイ）
  - 秘密作戦命令（ハリス大佐）
- ロンドン指令X 潜水艦スパイ（ブルックス）

### 舞台
- 海鳴りの底から（1964年） - 彦藏[5]
- 母（1964年） - 監獄の監守[5]、エゴール・ルーシン[5][注 1]